# ニコ・クラニチャール
ニコ・クラニチャール（Niko Kranjčar 発音: [nǐːko krâɲt͡ʃaːr], 1984年8月13日 - ）は、ユーゴスラビア社会主義連邦共和国（現クロアチア）・ザグレブ出身の元サッカー選手。ポジションはミッドフィールダー。
NKディナモ・ザグレブでデビュー後、2005年にライバルのハイドゥク・スプリトに移籍し、国内の2つのビッグクラブでプレイを経験した。移籍は議論を呼んだが、2006年の夏にポーツマスFCに移籍し、すぐにハイドゥク・スプリトを離れた。ポーツマスでは中心選手として活躍を続けたが、2009年9月にポーツマスの監督を務めていたハリー・レドナップが指揮を執るトッテナム・ホットスパーFCへ移籍した。
ロベルト・プロシネチキの後継者として脚光を浴び、父ズラトコが監督を務めていた2004年8月にA代表デビューを飾った。以後、2006 FIFAワールドカップ、EURO2008、EURO2012と主要大会に3度出場した。
父がSKラピート・ヴィーンに所属していたため、幼少期をオーストリアで過ごしたクラニチャールはオーストリアのパスポートを所持している。そのため、EU圏内の選手と同じ扱いを受ける。

## 経歴

### クラブ

#### ディナモ・ザグレブ
ユースのキャリアの大半をNKディナモ・ザグレブで送ったクラニチャールは、後に同クラブのトップチームで17歳の時に最年少で主将を務め、16歳でプルヴァHNL初出場を果たし、また最年少得点も記録した。デビュー年の2002-03シーズンはリーグとカップの2冠を達成し、翌シーズンもカップ戦のタイトルを獲得した。そのような活躍からファンの人気を集め、フランス代表のジネディーヌ・ジダンと比較されるようにもなり、また、新たなズボニミール・ボバンとも呼ばれるようになった。

#### ハイドゥク・スプリト
2005年初めにディナモ・ザグレブの経営陣と対立し、困難な状況に陥っている中でライバルであるハイドゥク・スプリトのスポーツディレクターのイゴール・シュティマッツの手助けにより、同クラブに移籍することになり、スタディオン・ポリュドで行われた公式発表には1万人以上のファンが詰めかけた。加入後、安定したパフォーマンスですぐさまファンから人気を集め、加入1シーズン目の2004-05シーズンに自身2度目となるリーグタイトル獲得に貢献した。その活躍から国外の様々なクラブから獲得の申し出があったものの、ハイドゥク残留を決意し、翌2005-06シーズンのリーグ戦でチーム最多の10得点を挙げた。
2006 FIFAワールドカップ後、世界中のメディアがクラニチャールを取り上げ、フランス1部のスタッド・レンヌやスペイン1部のセルタ・デ・ビーゴ等といったクラブが関心を示した。2006年8月にレンヌの移籍金450万ユーロのオファーをハイドゥクは断ったが、同日の31日に移籍金350万ポンド（520万ユーロ）でポーツマスFCと4年契約を締結した。

#### ポーツマス

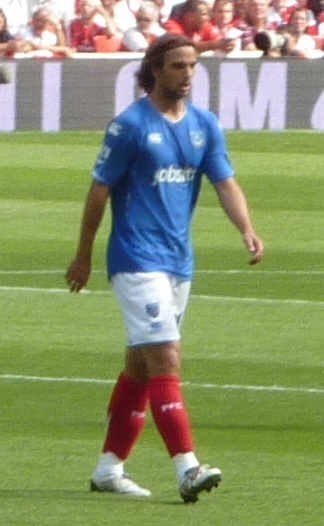
ポーツマスでのクラニチャール

2006年10月1日のトッテナム・ホットスパーFC戦（アウェイ1-2敗北）で90分間フル出場でプレミアリーグ初出場を飾り、2007年3月31日のフラムFC戦 (1-1) で先制点にして移籍後初得点を挙げ、加入1シーズン目は24試合2得点を記録した。次のシーズンは、FAカップのタイトル獲得に不可欠な選手となっていた。
2008-09シーズンの初めには、ASモナコからの1200万ポンドのオファーを断ったとの話があったが、モナコ側はこれを否定した。クラブが残留争いをする中で2009年2月12日にクラニチャールはポーツマスを離れ、ビッグクラブへ移籍したいという自身の希望を明らかにし、それに呼応してアーセナルFCやモナコからの関心が噂された。さらに、エヴァートンFCのデイヴィッド・モイーズ監督もミケル・アルテタが長期に渡り離脱していたため、代役として獲得に興味を示した。2009年8月には契約を1年残すクラブとの契約延長の話を拒否し、来シーズンのオフにクラブを退団する意思を明らかにした。

#### トッテナム・ホットスパー
移籍期限終了間際にトッテナム・ホットスパーFCと4年契約を締結し、2009年9月1日に正式発表された。移籍金は非公開だったが、250万ポンド程度と推測されている。エヴァートンもオファーを出していたことが明らかになったが、トッテナムを選択した理由として、エヴァートン以上の伝統と偉大さ、かつて指導を受けたハリー・レドナップ監督の存在、同胞のルカ・モドリッチとヴェドラン・チョルルカからクラブの素晴らしさを聞いたことを挙げた。
マンチェスター・ユナイテッドFC戦（ホーム1-3敗北）で初出場。2009年9月26日のバーンリーFC戦（5-0勝利）で初先発、10月4日にアウェイのボルトン・ワンダラーズFC戦で初得点を記録した。以後、11月22日にジャーメイン・デフォーが5得点したウィガン・アスレティックFC戦（ホーム9-1勝利）、12月16日に2得点したマンチェスター・シティFC戦（ホーム3-0勝利）、2010年3月22日に決勝点を挙げたストーク・シティFC戦（アウェイ2-1勝利） と得点を重ね活躍する一方でガレス・ベイルの台頭により、徐々に先発出場することが難しくなっていた。2010-11シーズンは完全にベイルに取って代わられていたが、ベイルが負傷離脱した際の限られた出場機会の中、ホワイト・ハート・レーンで先発出場したボルトン戦（2-1勝利）とアウェイで途中出場したサンダーランドAFC戦（2-1勝利）で2試合共に決勝点を挙げた。2011-12シーズン前のミルトン・キーンズ・ドンズFCとの親善試合（5-3勝利）で35ヤードから得点を記録する活躍を見せたが、控えの状況は変わることがなかった。

#### ディナモ・キエフ
2012年6月6日にFCディナモ・キーウと4年契約を締結。移籍金は非公開だが、700万ポンド程度と推測されている。移籍決定後のクラニチャールは、ディナモ・キエフとの契約が幸せとする一方でトッテナムでの生活は失敗だったことを認め、また、ディナモ・ザグレブ在籍時の2003年にディナモ・キエフが自身との契約に関心を寄せていたことを語った。第5節のFCヴォリン・ルーツィク戦と9月14日のFCカルパティ・リヴィウ戦でそれぞれ2得点を記録した。シーズン前半は好調のまま過ごしたが、11月に再発した足首の古傷の痛みで年内全ての試合を欠場した。3月にクロアチア代表チームから復帰した以降は出場機会が無かった。

#### QPR
2013年9月2日、恩師ハリー・レドナップ監督が指揮するクイーンズ・パーク・レンジャーズFCへトッテナム時代の同僚だったブノワ・アスー＝エコトとトム・キャロルとともにレンタル移籍した。鼠径部の問題によりシーズンに出遅れたが、ヨーヴィル・タウンFC戦でデビューを果たした。ミルウォールFC戦で初ゴールを挙げた。2014年7月1日にローン満了でディナモ・キエフに復帰したが、9月1日にローンで再加入した。

#### ニューヨーク・コスモス
2016年、再びディナモ・キエフに復帰した後、ニューヨーク・コスモスに移籍した。しかし、外国人選手枠の問題により、スカッドに入ることが叶わず、僅か7試合の出場で退団した。

#### レンジャーズFC
2016年7月1日、スコティッシュ・プレミアシップ復帰を果たしたレンジャーズFCと2年契約を結んだ。リーグカップのマザーウェルFC戦でデビューした。2018年3月23日、双方の合意のもと契約を解除した。

### 代表
U-16、17、19、21と各年代の代表を経験し、2004年8月18日のイスラエルとの親善試合でA代表初出場を飾った。2006 FIFAワールドカップ・ヨーロッパ予選で中心選手として9試合に出場し、ブルガリア戦の代表初得点の1得点を含め2得点を挙げる活躍を見せた結果、eurosport.comが選定する"ワールドカップで注目の若手選手"にリオネル・メッシ、ルーカス・ポドルスキ、サリー・ムンタリらと共に選出された。2006 FIFAワールドカップでも活躍を見せ、グループステージ全3試合に出場した。
父ズラトコが代表監督を退任してからも、EURO2008予選で中心選手として全12試合に出場し、2得点を記録した。その内の1得点を予選最終節のイングランド戦（アウェイ3-2勝利）で長距離から挙げ、イングランドを予選敗退に追い込む活躍を見せた。その後、本大会に向けたスコットランドとの強化試合では、ケニー・ミラーに同点弾を決められ1-1の引き分けに持ち込まれたが、その中でクラニチャールはペナルティエリア内から素晴らしい先制点を挙げている。本大会ではグループリーグの2試合と準々決勝のトルコ戦で先発出場した。
2010 FIFAワールドカップ・ヨーロッパ予選のサッカーカザフスタン代表戦で得点を記録。EURO2012の一員としてグループリーグ全3試合に出場した。

## 私生活
2008年7月18日に結婚し、2011年3月7日に長女を授かった。

## 代表歴

### 出場大会
- クロアチア代表
  - 2006 FIFAワールドカップ

### 試合数
- 国際Aマッチ 81試合 15得点（2004年-2013年）[40]

| クロアチア代表 | 国際Aマッチ | 国際Aマッチ |
| 年             | 出場        | 得点        |
| -------------- | ----------- | ----------- |
| 2004           | 5           | 0           |
| 2005           | 9           | 3           |
| 2006           | 15          | 0           |
| 2007           | 9           | 2           |
| 2008           | 8           | 1           |
| 2009           | 8           | 2           |
| 2010           | 7           | 6           |
| 2011           | 7           | 0           |
| 2012           | 8           | 0           |
| 2013           | 5           | 1           |
| 通算           | 81          | 15          |

## 獲得タイトル

### クラブ
ディナモ・ザグレブ
- プルヴァHNL : 2002-03
- フルヴァツキ・ノゴメトニ・クプ : 2000-01, 2001-02
- フルヴァツキ・ノゴメトニ・スーペルクプ : 2002, 2003

ハイドゥク・スプリト
- プルヴァHNL : 2004-05
- フルヴァツキ・ノゴメトニ・スーペルクプ : 2005

ポーツマス
- FAカップ : 2007-08

### 個人
- クロアチア年間最優秀若手選手（英語版） : 2002
- プルヴァHNL年間最優秀選手（英語版） : 2003, 2005
- クロアチア年間最優秀スポーツ選手（英語版） : 2004